# Decker Ádám
Decker Ádám (Budapest, 1984. február 29. –) világbajnok, magyar válogatott vízilabdázó, a szintén válogatott kapus Decker Attila testvére.

## Pályafutása
Nyolcévesen, 1992-ben kezdte a vízilabdát a BVSC korosztályos csapatában. Első OB I-es mérkőzését az ezredforduló évében játszotta, majd a felnőtt keret tagjaként szerepelt. Csapatával 2001-ben bajnoki ezüstérmes, 2003-ban pedig Magyar Kupa-győztes lett. 2004-ben Egerbe igazolt, ahol két bajnoki bronzérmet követően két bajnoki ezüstérmet szerzett, 2007-ben és 2008-ban pedig újra kupagyőztes lett.
A 2009–10-es idényben igazolt a bajnok Vasashoz, akikkel negyedik kupagyőzelmét ünnepelhette, majd a bajnoki döntő rájátszásában csapatával diadalmaskodott korábbi klubja felett. A bajnoki címért folyó párharc a következő két idényben megismétlődött, mely során előbb ezüstérmet, a 2011–12-es szezonban pedig aranyérmet szerzett.
2012 májusában elhagyta a bajnokcsapatot, és a bronzérmes A-Híd Szegedhez szerződött, október 31-én pedig bemutatkozott a magyar válogatottban is. 2013-ban a válogatott tagjaként ezüstérmet szerzett a Világligában és megnyerte a világbajnokságot. A szezon végén csapatával a dobogó harmadik fokára állhatott, amit 2014-ben megismételt csapatával. 2014 májusában az OSC-be igazolt. 2014-ben megismételte előző évi teljesítményét és újra a dobogó második fokára állhatott a Világligában, a Budapesten rendezett Európa-bajnokságon pedig szintén ezüstérmet szerzett a Benedek Tibor irányította válogatott tagjaként.
2020 nyarán a Bp. Honvédhoz igazolt.

## Eredményei

### Klubcsapatokkal
- Magyar bajnokság (OB I)
  - Bajnok (2): 2010, 2012 – TEVA-Vasas-UNIQA
  - Ezüstérmes (6): 2001 – BVSC-Brendon, 2008, 2009 – Brendon-Fenstherm-ZF-Eger, ZF-Eger, 2011 – TEVA-Vasas-UNIQA, 2015 – OSC, 2017 – ZF Eger
  - Bronzérmes (8): 2002, 2003, 2004 – BVSC-Brendon, 2006, 2007 – Brendon-Fenstherm-ZF-Eger, 2013, 2014 - A-Híd Szeged, 2016 – OSC, 2018 – ZF Eger

- Magyar Kupa
- Győztes (6): 2003 – BVSC-Brendon, 2007, 2008 – Brendon-UPC-ZF-Eger, ZF-Eger, 2009 – TEVA-VasasPlaket, 2012, 2013 - A-Híd Szeged
- Ezüstérmes (2): 2004, 2005 – ZF Hungária-Eger, Brendon-Fenstherm-ZF-Eger

### Válogatottakkal
- 2014-es férfi vízilabda-Európa-bajnokság, ezüstérmes (Budapest)
- világbajnok (Barcelona, 2013)
- Világliga-döntős (Cseljabinszk, 2013, Dubaj, 2014)
- Universiade bronzérmes (Bangkok, 2007)

## Családja
Nős, felesége Decker Andrea magyar bajnok fitneszversenyző, gyermekeik Lilien (2015) és Panni (2017). Öccse a szintén világbajnok és Európa-bajnoki ezüstérmes vízilabdázó Decker Attila.